# 道の駅ろくのへ
道の駅ろくのへ（みちのえき ろくのへ）は、青森県上北郡六戸町にある国道45号の道の駅である。愛称はメイプルふれあいセンター。

## 施設
- 駐車場
  - 普通車：22台
  - 大型車：6台
  - 身障者用：3台
- トイレ
  - 男：大 2器、小 4器
  - 女：5器
  - 身障者用：1器
- 公衆電話：1台
- 物販コーナー
- レストラン

## 休館日
- 12月31日 - 1月3日

## アクセス
- 国道45号 - 登録路線
  - 青森県道20号八戸三沢線
- 青森県道212号米田六戸線（市道経由）

### バス
- 六戸町民バス

## 周辺
- 青い森信用金庫六戸支店
- 奥入瀬川
- おいらせ農業協同組合六戸支店
- 古牧温泉
- 十和田国際カントリークラブ
- 六戸郵便局
- 六戸町役場
- 六戸町立六戸病院